# Влазрімі (футбольний клуб)
«Влазрімі» (мак. ФК Влазрими Кичево) — північномакедонський футбольний клуб із міста Кічево. 
Заснований 1977 року. У перекладі з албанської назва «Влазрімі» (Vlazrimi) означає «Братство».
У сезонах 2005/06 та 2006/07 виступав у Першій лізі.
Тепер виступає в Третій лізі Македонії.

## Досягнення
Перша ліга Македонії:
- Найвище місце 8-е (1): 2005/06